# 손웅희
손웅희(1963년 2월 10일 ~ , 서울 마포구 출생)은 대한민국의 로봇공학자이자, 제5대 한국로봇산업진흥원 원장이다.

## 경력
한국과학기술원(KAIST) 재직시(1987.11-1990.6), 과학기술처 특정연구개발사업 "다각보행 로보트의 설계 및 제작"(연구책임 윤용산 교수, 총괄책임 변증남 교수)에 참여하여, 국내최초로 4족 보행로봇(KAISER) 을 개발하였다. 이후 한국생산기술연구원으로 이직, 차량시스템 연구실에서 "차량주행시험 및 평가해석"을 담당하며 차량기술사 자격을 취득(1997.10)하였다.  
지식경제부에 로봇팀이 신설됨에 따라 한국생산기술연구원내에 로봇연구조직 구성되어 로봇기술본부 지능운동연구팀장, 로봇기술본부장을 역임, 지능형로봇촉진법, 로봇산업 총괄로드맵 참여, 로봇융합포럼, 로봇연구기관협의체 활동을 하였으며, '지능형로봇 개발 및 보급 촉진법' 시행에 따라 로봇본부내의 로봇종합지원센터를 근간으로 한국로봇산업진흥원 설립에 기여하였다.    
산업융합촉진법(2011)이 제정 공포되면서 초대 국가산업융합지원센터 소장(2012.1)을 역임하면서, 규제 샌드박스 제도 입법화, 실증기반 스마트안전 리빙랩 구축, 융합신제품 신속 시장 출시를 위한 적합성 인증 제도(Fast Track)등 산업융합에 기여하였다. 
로봇기술연구 및 국가 산업정책 관련하여 세계 3대 인명사전 중 하나인 'Marquis Who's Who in the World(2017-2018)에 등재되었다.    
이후 미래산업전략본부장, 융합기술연구소장 등 한국생산기술연구원의 주요보직을 거쳐 최종 부원장(2020)을 역임하고 한국로봇산업진흥원 5대 원장에 취임(2021.4)하였다.

## 같이 보기
- 지능형 로봇
- 로봇산업
- 로봇인
- 로봇공학자